# Forgotten New York
Forgotten New York is een website die obscure, opvallende en minder bezochte plekken van de stad New York belicht, zoals in onbruik geraakte metrostations, restanten van tramlijnen, oude lantaarnpalen, oude reclame op gebouwen, opvallende straten, verborgen steegjes en hofjes, en minder bekende natuurlijke elementen.

## Inhoud
Elke week wordt een nieuwe buurt uitgelicht op de site. De artikelen zijn voorzien van diverse foto's, veelal gemaakt door oprichter en hoofdredacteur Kevin Walsh. Ook geeft Walsh geregeld rondleidingen in het echt langs alle uitgelichte plekken. Reeds in 2005 werd de twintigste rondleiding gehouden. Verder schrijft hij met kortere artikelen over andere opmerkelijke of geschiedkundige onderwerpen, waaronder de Nieuw-Nederlandse geschiedenis met minder bij het grote publiek bekende informatie.

## Geschiedenis
De website werd in 1999 opgericht door Kevin Walsh. Hij was al vanaf zijn vijfde geïnteresseerd in opmerkelijke zaken, zoals oude, bijzondere lantaarnpalen. In 2003 benaderde HarperCollins Walsh met het idee om een boek over de website samen te stellen. Zo geschiedde en in september 2006 verscheen het boek onder de titel Forgotten New York. Het boek werd ook in Nederland uitgebracht.
In 2011 werd de website van een geheel nieuw ontwerp voorzien. In december 2013 bracht Walsh via Arcadia Books een tweede boek uit, Forgotten Queens, dat in samenwerking met de lokale historische vereniging Greater Astoria Historical Society was gemaakt. In 2019 werd het twintigjarig jubileum van de site gevierd. Op dat moment waren er meer dan 4000 artikelen gepubliceerd. Tijdens de coronacrisis hield Walsh virtuele rondleidingen door de stad.

## Prijzen en onderscheidingen
Op 2 maart 2015 won Forgotten New York de prijs voor Outstanding New York Website, uitgereikt door de prestigieuze Guides Association of New York City.